# Oedeuops instabilis
Oedeuops instabilis là một loài bọ cánh cứng trong họ Attelabidae. Loài này được Zhang miêu tả khoa học năm 1989.